# AS Hammamet
Association Sportive d'Hammamet (kurz ASH) ist ein tunesischer Sportverein aus Hammamet. Der Verein ist vor allem für seine Handballabteilung bekannt.

## Geschichte
Die Handballabteilung wurde 1945 gegründet. Erstmals in der zweiten Liga spielte der Klub in der Saison 1964/65. AS Hammamet feierte 1971/72 die Erstliga-Premiere und spielt seit dem Aufstieg in der Saison 1970/71 ununterbrochen in der ersten tunesischen Liga. In der ersten Saison erreichte der Verein sensationell fünften Platz. Im Jahr 1979 erreichte man die bisher beste Platzierung in der Historie des Handballteams, als man nur knapp Vizemeister wurde. Seit den Achtzigern belegte der Klub regelmäßig die vorderen Plätze und gehörte oft zu den vier qualifizierten Teams für die Play-offs um die Meisterschaft. Abgesehen von den Topklubs Club Africain, Espérance Tunis und ES Sahel, war kein anderes Team so oft in der Endphase der Meisterschaft dabei. Vor allem seit der Jahrtausendwende hat sich ASH regelmäßig für die Play-offs in der tunesischen Nationale A qualifiziert, konnte sich aber nicht auf den Podiumsplätzen etablieren. Am Ende der Saison 2017/18 stand man auf einem Abstiegsplatz, weil aber die 1. Liga aufgestockt wurde, musste man nicht den Gang in die Nationale B antreten.
Der größte Erfolg war der Gewinn des tunesischen Pokals in der Saison 2011/12. Im Finale besiegte der ASH den ES Sahel mit 26:25.
Zuvor stand man des Öfteren in Endspielen. 2001 verlor man das Finale des tunesischen Pokals gegen Club Africain (Endergebnis: 23:25). 2003 erreichte ASH im Afrikapokal der Pokalsieger das Finale, verlor aber im tunesischen Duell gegen Espérance Tunis.
Den Finaleinzug im CAHB-Pokalsiegerwettbewerb wiederholte man 2013 und 2017, verlor aber beide Male gegen al Ahly SC aus Ägypten. Als Gastgeber der CAHB Champions League 2017 erlangte Hammamet den vierten Platz, womit man sich für den IHF Super Globe 2018 qualifizieren konnte. Dort wurde das Viertelfinale gegen Montpellier HB deutlich verloren und am Ende belegte man Platz 6.

## Erfolge
| National                               | International |
| -------------------------------------- | --- |
| - Tunesischer Pokal (2) - Sieger: 2012 | - Arabische Champions League - Finalist: 2021 - Arabischer Pokal der Pokalsieger - Finalist: 2017 - Afrikanischer Pokal der Pokalsieger - Finalist: 2003, 2013, 2017 |

## Basketballteam
Die Basketballabteilung des AS Hammamet ist Zweitligist, spielte aber zwischenzeitlich auch in der höchsten Spielklasse Tunesiens. Der größte Erfolg war der zweite Platz bei der Arabian Clubs Basketball Championship 2013.

## Bekannte ehemalige Spieler
- Wael Jallouz
- Rayan Aribi
- Jilani Mami
- Chafik Boukadida
- Wassim Zoriat
- Yousri Ghali